# بانج ياو
بانج ياو (بالصينية: 逄瑤) هي دراجة على المضمار صينية، ولدت في 27 مايو 1995 في هونغ كونغ في الصين.

## وصلات خارجية
- بانج ياو على موقع الاتحاد الدولي للدراجات (الإنجليزية)
- بانج ياو على موقع أرشيف الدراجات (الإنجليزية)
- بانج ياو على موقع إحصائيات الدراجات الإحترافية (الإنجليزية)
- بانج ياو على موقع CyclingDatabase.com (مؤرشف) (الإنجليزية)
- بانج ياو على موقع أوليمبيديا (الإنجليزية)